# Fraj Dhuibi
Fraj Dhouibi (in arabo فرج ذويبي‎?; 14 settembre 1991) è un judoka tunisino.

## Palmarès
- Giochi panafricani

Brazzaville 2015: bronzo nei -60kg.
Rabat 2019: argento nei -60kg.
- Campionati africani

Dakar 2011: bronzo nei -60kg;
Agadir 2012: argento nei -60kg;
Maputo 2013: bronzo nei -60kg;
Port Louis 2014: oro nei -60kg;
Tunisi 2016: argento nei -60kg;
Antanarivo 2017: oro nei -60kg;
Tunisi 2018: argento nei -60kg.
Città del Capo 2019: oro nei -60kg.